# جين شاهين
جاني شاهين (بالإنجليزية: Jeanne Shaheen)‏ وإسمها الحقيقي سينثيا جياني باورس (بالإنجليزية: Cynthia Jeanne Bowers)‏ هي سياسية أمريكية من الحزب الديمقراطي ولدت في يوم 28 يناير 1947 في مدينة سانت تشارلز في ولاية ميسوري. تشغل حالياً منصب عضوة في مجلس الشيوخ الأمريكي منذ سنة 2009 وهي أول امرأة تمثل ولاية نيوهامبشير في المجلس. شغلت في السابق منصب حاكمة الولاية.